# Europese kampioenschappen wielrennen 2016
De Europese kampioenschappen wielrennen 2016 waren de 22e editie van de Europese kampioenschappen wielrennen die georganiseerd worden door de Union Européenne de Cyclisme (UEC). Ze werden van woensdag 14 tot en met zondag 18 september 2016 gehouden in en rond Plumelec in het departement Morbihan, in de regio Bretagne, Frankrijk. Het was het 20e kampioenschap met tijdrit, het 12e kampioenschap voor junioren en het eerste Europees kampioenschap voor elite mannen en vrouwen.

## Locatie
De kampioenschappen zouden eigenlijk plaatsvinden in Nice, maar na de terroristische aanslag op 14 juli 2016 in die stad kon de veiligheid daar niet worden gewaarborgd. Er werd uitgeweken naar Plumelec in Bretagne.

## Parcours
Alle tijdritten startten in de Rue du Canal in Josselin, op de vrouwen junioren na, die startten op het Place de l'Eglise in Plumelec. De finish was steeds, net als de start en finish van de wegritten, boven op de Côte de Cadoudal. Deze klim is 1,8 km lang en stijgt met 7,8% en is, net als het circuit van 13,7 km, bekend van de Grote Prijs van Plumelec.

## Wedstrijdschema
De wedstrijden voor vrouwen elite en beloften werden gezamenlijk gehouden. De Poolse Katarzyna Niewiadoma werd tweede in de wegrit en was daarmee tevens de beste in de categorie beloften.
| Discipline | Datum                  | Tijd  | Categorie                 | Afstand  | Rondes |
| ---------- | ---------------------- | ----- | ------------------------- | -------- | ------ |
| Tijdrit    | Woensdag 14 september  | 09:30 | Vrouwen junioren          | 12,7 km  |        |
| Tijdrit    | Woensdag 14 september  | 12:00 | Mannen beloften           | 24,5 km  |        |
| Tijdrit    | Woensdag 14 september  | 14:00 | Mannen junioren           | 25,5 km  |        |
| Tijdrit    | Donderdag 15 september | 10:30 | Vrouwen beloften en elite | 25,4 km  |        |
| Tijdrit    | Donderdag 15 september | 14:00 | Mannen elite              | 45,5 km  |        |
| Wegrit     | Vrijdag 16 september   | 10:00 | Vrouwen junioren          | 68,5 km  | 5      |
| Wegrit     | Vrijdag 16 september   | 13:30 | Mannen junioren           | 123,3 km | 9      |
| Wegrit     | Zaterdag 17 september  | 09:00 | Mannen beloften           | 150,7 km | 11     |
| Wegrit     | Zaterdag 17 september  | 14:00 | Vrouwen beloften en elite | 109,6 km | 8      |
| Wegrit     | Zondag 18 september    | 10:30 | Mannen elite              | 232,9 km | 17     |

## Medaillewinnaars

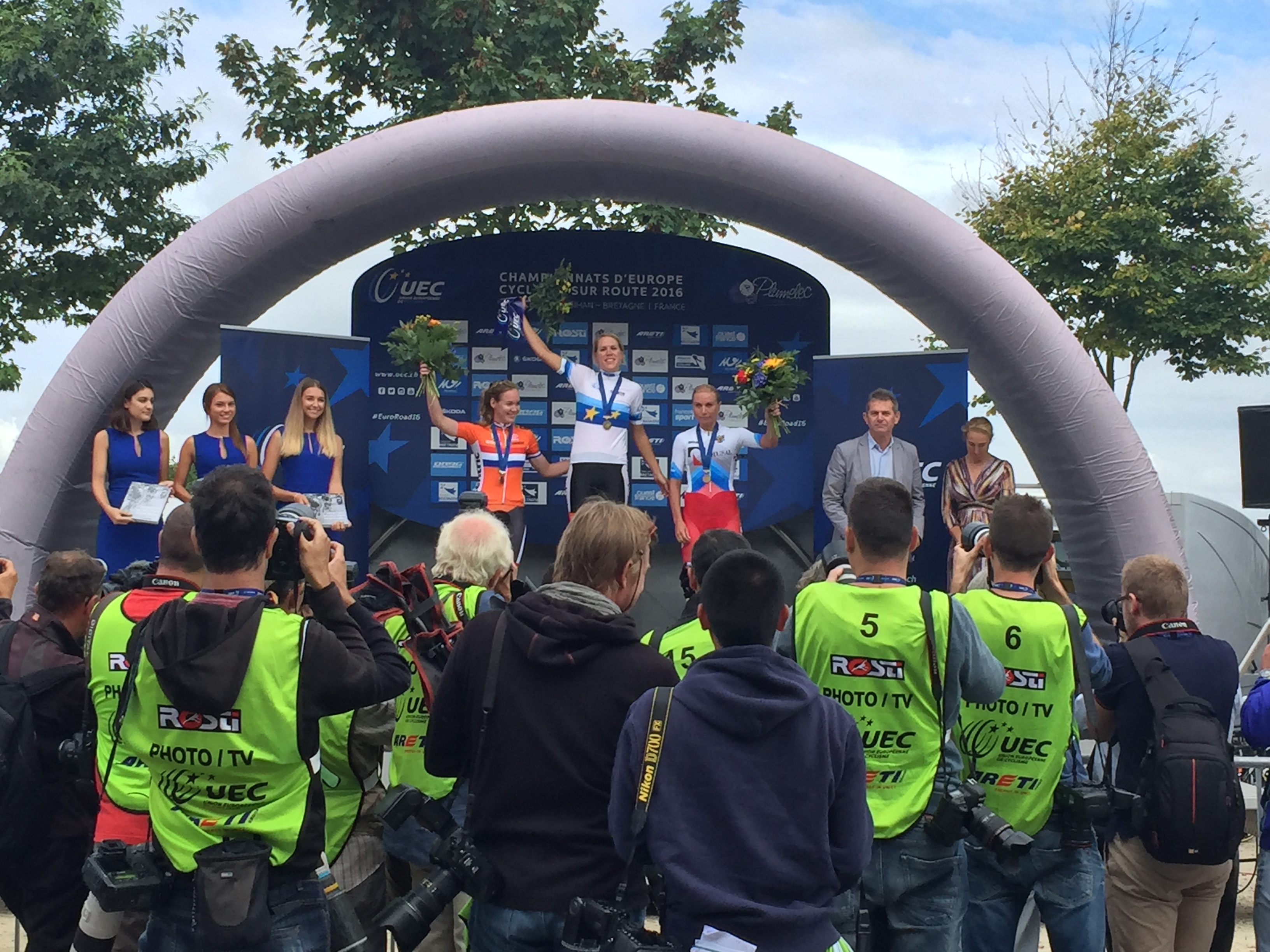
Ellen van Dijk wint het eerste Europese kampioenschap tijdrijden voor vrouwen elite.

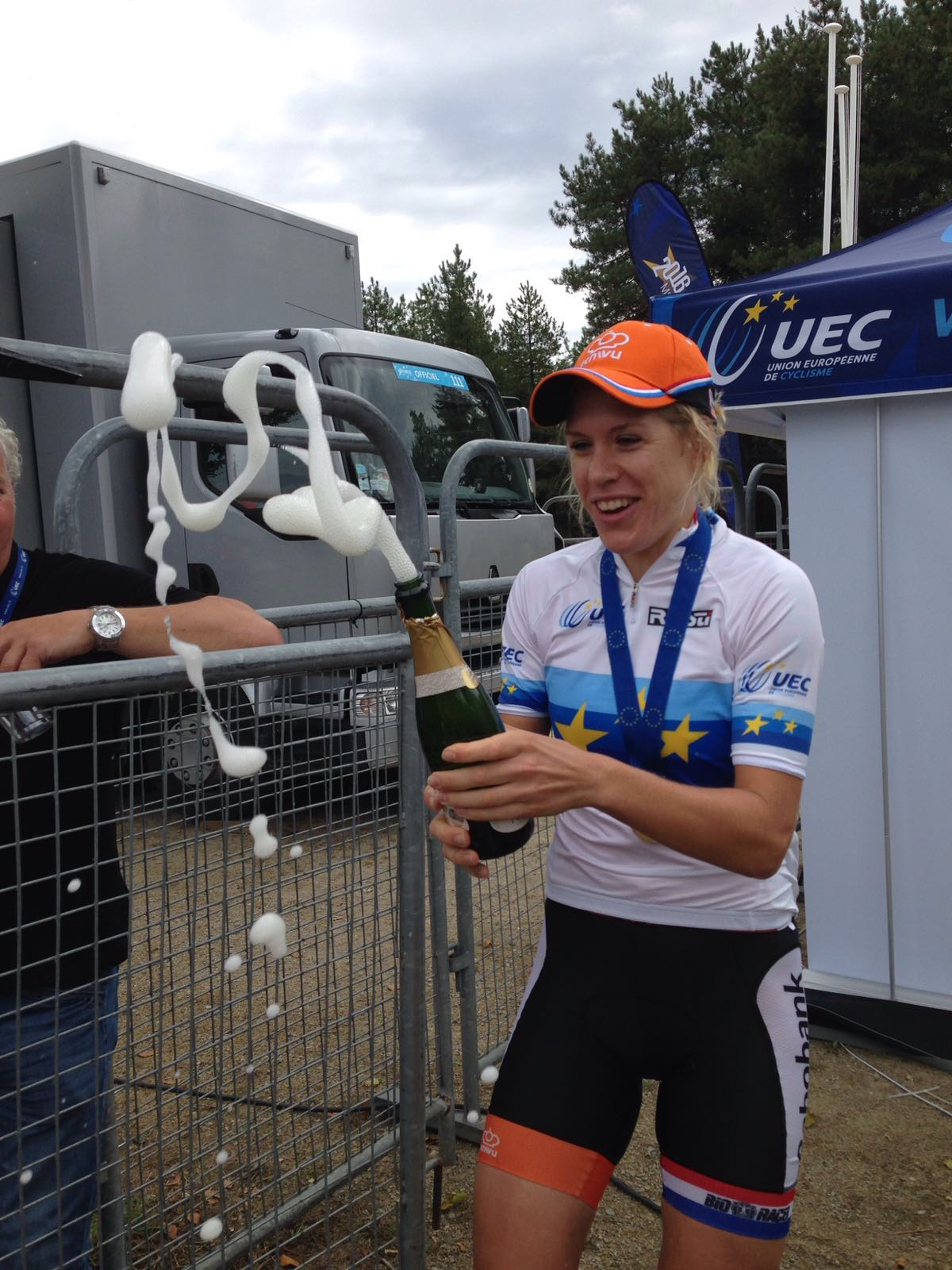
Ellen van Dijk na haar overwinning.

| Mannen elite     | Goud                   | Zilver                | Brons                |
| ---------------- | ---------------------- | --------------------- | -------------------- |
| Wegrit           | Peter Sagan            | Julian Alaphilippe    | Daniel Moreno        |
| Tijdrit          | Jonathan Castroviejo   | Victor Campenaerts    | Moreno Moser         |
| Vrouwen elite    | Goud                   | Zilver                | Brons                |
| Wegrit           | Anna van der Breggen   | Katarzyna Niewiadoma  | Elisa Longo Borghini |
| Tijdrit          | Ellen van Dijk         | Anna van der Breggen  | Olga Zabelinskaja    |
| Mannen beloften  | Goud                   | Zilver                | Brons                |
| Wegrit           | Aljaksandr Raboesjenka | Bjorg Lambrecht       | Andrea Vendrame      |
| Tijdrit          | Lennard Kämna          | Filippo Ganna         | Rémi Cavagna         |
| Vrouwen beloften | Goud                   | Zilver                | Brons                |
| Wegrit           | Katarzyna Niewiadoma   | Cecilie Uttrup Ludwig | Séverine Eraud       |
| Tijdrit          | Anastasia Iakovenko    | Kseniya Tuhai         | Lisa Klein           |
| Mannen junioren  | Goud                   | Zilver                | Brons                |
| Wegrit           | Nicolas Malle          | Emilien Jeannière     | Tadej Pogačar        |
| Tijdrit          | Alexys Brunel          | Marc Hirschi          | Iver Knotten         |
| Vrouwen junioren | Goud                   | Zilver                | Brons                |
| Wegrit           | Liane Lippert          | Elisa Balsamo         | Sophie Wright        |
| Tijdrit          | Lisa Morzenti          | Alessia Vigilia       | Juliette Labous      |

## Medaillespiegel
| #      | Land                | Goud | Zilver | Brons | Totaal |
| ------ | ------------------- | ---- | ------ | ----- | ------ |
| 1      | Frankrijk           | 2    | 2      | 3     | 7      |
| 2      | Nederland           | 2    | 1      | 0     | 3      |
| 3      | Duitsland           | 2    | 0      | 1     | 3      |
| 4      | Italië              | 1    | 3      | 3     | 7      |
| 5      | Polen               | 1    | 1      | 0     | 2      |
| 5      | Wit-Rusland         | 1    | 1      | 0     | 2      |
| 7      | Rusland             | 1    | 0      | 1     | 2      |
| 7      | Spanje              | 1    | 0      | 1     | 2      |
| 9      | Slowakije           | 1    | 0      | 0     | 1      |
| 10     | België              | 0    | 2      | 0     | 2      |
| 11     | Denemarken          | 0    | 1      | 0     | 1      |
| 11     | Zwitserland         | 0    | 1      | 0     | 1      |
| 13     | Noorwegen           | 0    | 0      | 1     | 1      |
| 13     | Slovenië            | 0    | 0      | 1     | 1      |
| 13     | Verenigd Koninkrijk | 0    | 0      | 1     | 1      |
| Totaal | Totaal              | 12   | 12     | 12    | 36     |